# Bracon kirgisorum
Bracon kirgisorum är en stekelart som beskrevs av Telenga 1936. Bracon kirgisorum ingår i släktet Bracon och familjen bracksteklar. Inga underarter finns listade.